# 超低溫矮星

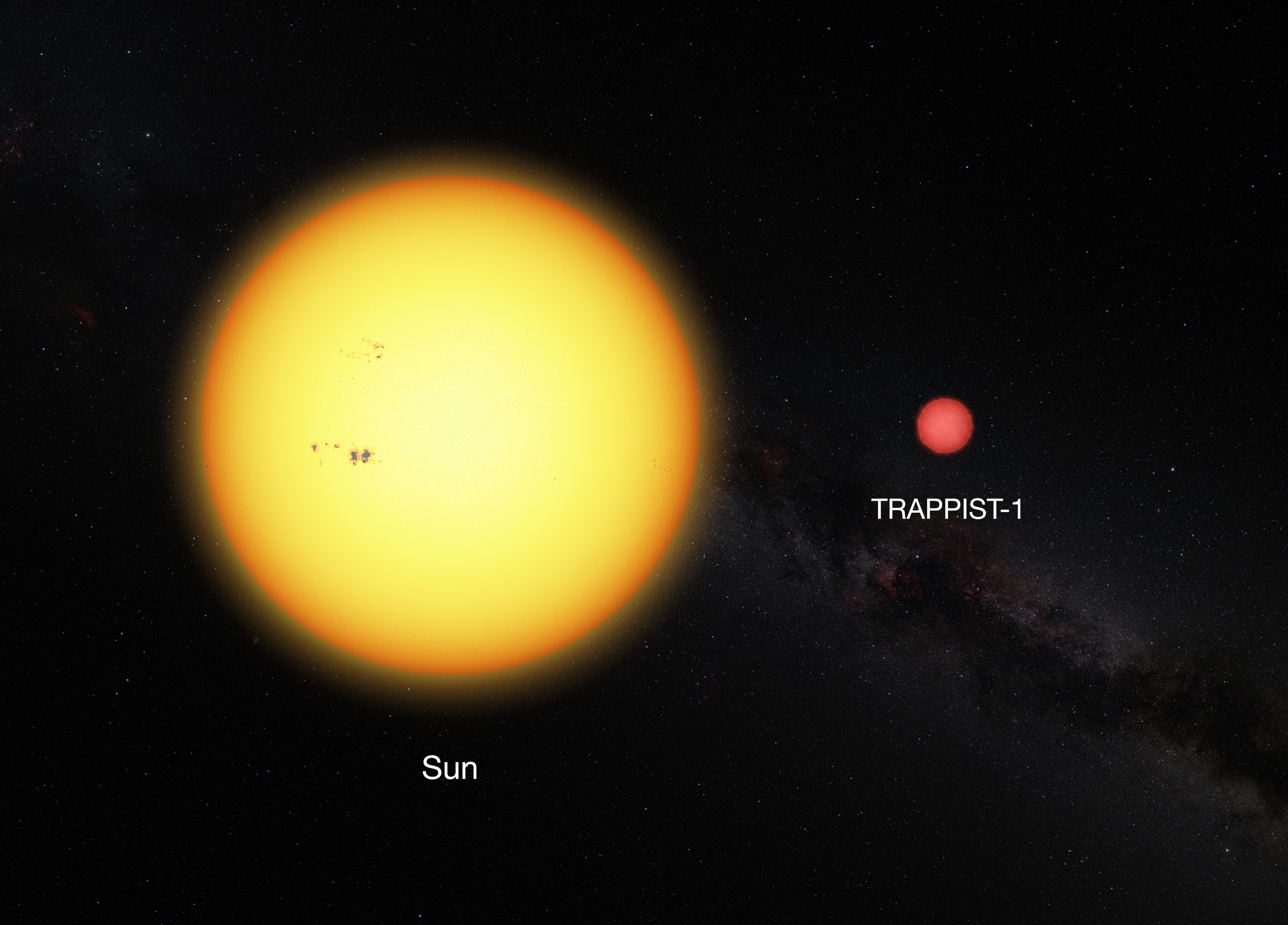
太陽和超低溫矮星TRAPPIST-1的體積比較。

超低溫矮星（Ultra-cool dwarf）是指光譜為M型的恆星或亞恆星，並且表面有效溫度低於2,700 K（2,430 °C）。TRAPPIST-1是超低溫矮星中最廣為天文界所知道的一個例子。

## 概要
超低溫矮星的概念最早是在1997年由天文學家大衛·柯克派屈克、托德·亨利和麥克·歐文提出。今日該型恆星的定義為光譜型為M7或更晚期型光譜的極低質量的天體，甚至延伸到光譜型接近L4的棕矮星。並且他們認為鄰近太陽的星際空間中有15%的天體是超低溫矮星。
現有的行星形成的模型顯示，由於超低溫矮星的低質量和小尺寸的原行星盤，這些恆星周圍可以形成種類相對豐富的類地行星，尺寸可相當於從水星到地球尺寸，但無法形成超級地球，或類似木星的巨大行星。TRAPPIST-1行星系統發現七顆類似地球的行星似乎驗證了這種吸積模式。
由於其氫融合速率相較於其他低質量恆星是極為緩慢，超低溫矮星的年齡可達到數千億年，體積最小的甚至可超過1兆年。由於宇宙年齡僅有138億年，所有超低溫矮星都相對年輕。模型預測，在超低溫矮星生命結束時，它們之中最小的將成為藍矮星，而不是膨脹成紅巨星。